# Ran Kohen
Ran Kohen (hebrejsky: רן כהן; narozen 20. června 1937 Bagdád) je izraelský politik a bývalý poslanec Knesetu za stranu Merec-Jachad.

## Biografie
Narodil se 20. června 1937 v Bagdádu v dnešním Iráku. V roce 1950 přesídlil do Izraele. Sloužil v izraelské armádě, kde působil u výsadkových jednotek a získal hodnost plukovníka (Aluf Mišne). Na Telavivské univerzitě vystudoval bakalářský program v oboru ekonomie a filozofie. Hovoří hebrejsky, anglicky a arabsky.

## Politická dráha
Působil jako předseda frakce Šeli a Merec v rámci odborové centrály Histadrut. Byl generálním tajemníkem kibucu Gan Šmu'el. Předsedal organizaci Bejt Or Aviva zaměřené na pomoc drogově závislým.
V izraelském parlamentu zasedl poprvé po volbách do Knesetu v roce 1984, ve kterých kandidoval za stranu Rac. Působil jako člen ve výboru pro imigraci a absorpci, výboru státní kontroly a výboru pro vzdělávání a kulturu. Předsedal podvýboru pro práva nevidomých. Znovu byl zvolen ve volbách do Knesetu v roce 1988, opět za stranu Rac. Pracoval jako člen výboru House Committee a výboru práce a sociálních věcí. Zvolen byl i ve volbách do Knesetu v roce 1992, nyní již za kandidátní listinu Merec, do které se sdružilo několik levicových formací včetně strany Rac. Zastával pak funkci člena parlamentního výboru pro zahraniční záležitosti a obranu a výboru House Committee. V období 1992–1996 zastával post předsedy poslaneckého klubu strany Merec. V roce 1992 byl po několik měsíců náměstkem ministra bydlení a výstavby.
Mandát obhájil ve volbách do Knesetu v roce 1996. Po nich se v Knesetu zapojil jako člen do činnosti výboru pro zahraniční záležitosti a obranu a předsedal výboru státní kontroly. Znovu se stal poslancem i po volbách do Knesetu v roce 1999. Stal se tehdy opět předsedou výboru státní kontroly. Byl členem výboru pro zahraniční záležitosti a obranu a předsedal podvýboru pro záležitosti zpravodajských služeb. Navíc v letech 1999–2000 zastával post ministra průmyslu, obchodu a práce.
V Knesetu zůstal i po volbách do Knesetu v roce 2003, přičemž strana Merec se pozměnila na kandidátní listinu Merec-Jachad. Podílel se činnosti výboru pro práva dětí, váboru státní kontroly, výboru pro zahraniční dělníky a podvýboru pro kontrolu armády. Naposledy byl zvolen ve volbách do Knesetu v roce 2006. Pracoval coby člen výboru pro zahraniční záležitosti a obranu, výboru práce, sociálních věcí a zdravotnictví a výboru pro práva dětí. Předsedal výboru pro zahraniční dělníky a podvýboru pro zákon o rovných právech pro zdravotně postižené.
Voleb do Knesetu v roce 2009 se již neúčastnil.